# Maccabi Tel Aviv FC
El Maccabi Tel Aviv FC és la secció de futbol de l'entitat esportiva Maccabi Tel Aviv, de la ciutat de Tel-Aviv.

## Història

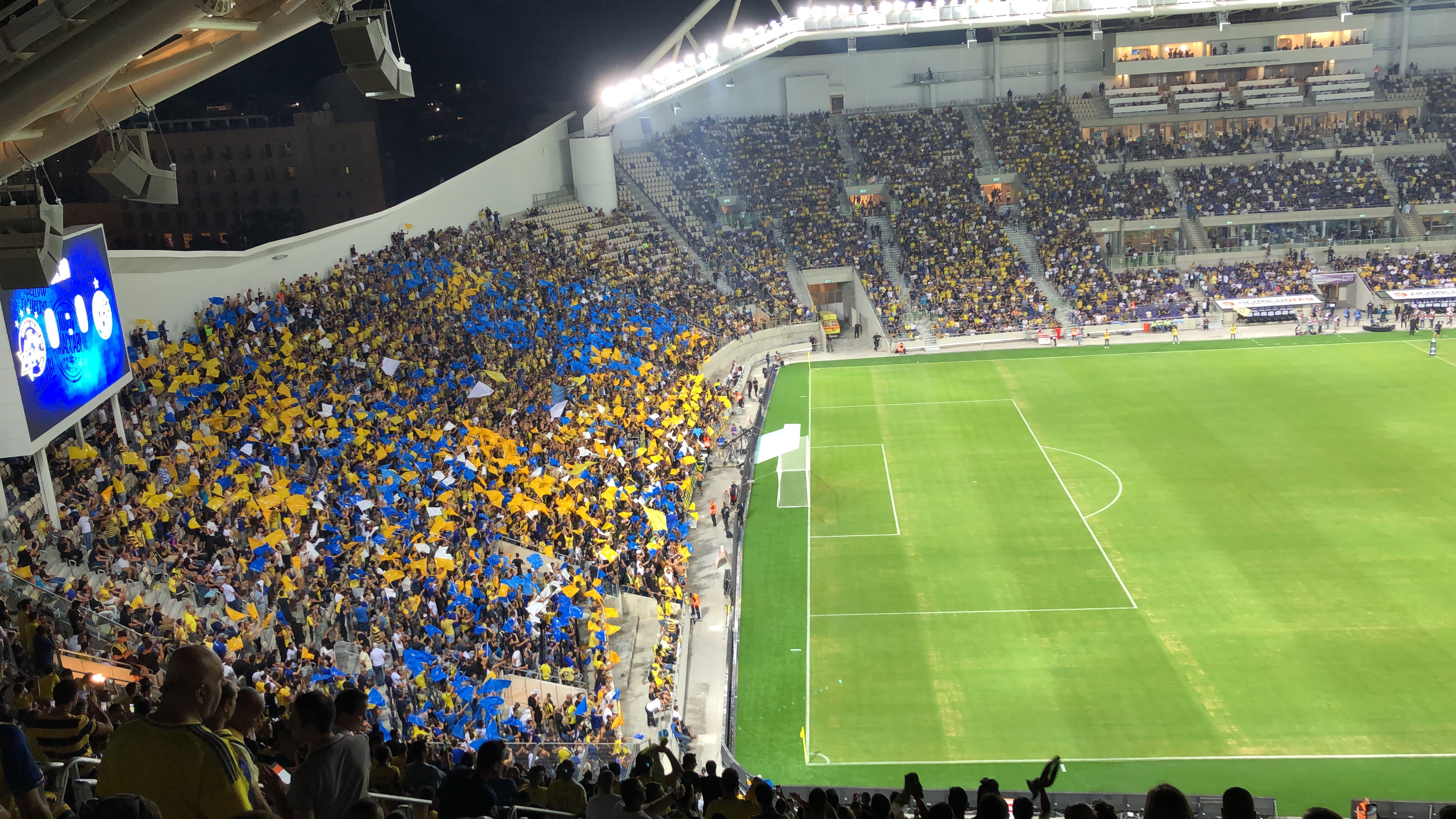
Seguidors del Maccabi Tel Aviv abans d'un partit.

És un dels clubs més antics d'Israel. Va ser fundat el 1906 amb el nom de Rishon Le-Zion Jaffa. L'any 1909 adoptà el nom actual. També és el club amb més títols del país, entre ells dues lligues de campions d'Àsia. És també l'únic club del país que mai ha baixat a segona divisió.
El seu més gran és l'altre club de la ciutat, l'Hapoel Tel Aviv FC, que és el segon club amb millor palmarès del país. El derbi entre tots dos clubs s'anomena "gran derbi de Tel Aviv". En contraposició, rep el nom de "petit derbi de Tel Aviv" els enfrontaments amb el Bnei Yehuda Tel Aviv FC. També manté rivalitat amb el Beitar Jerusalem FC i el Maccabi Haifa FC.

## Palmarès
- Lliga de Campions de l'AFC (2): 1968/69, 1970/71
- Lliga israeliana de futbol (24): 1937, 1941/42, 1946/47, 1949/50, 1951/52, 1953/54, 1955/56, 1957/58, 1967/68, 1969/70, 1971/72, 1976/77, 1978/79, 1991/92, 1994/95, 1995/96, 2002/03, 2012/13, 2013/14, 2014/15, 2018/19, 2019/20, 2023/24
- Copa israeliana de futbol (23): 1928/29, 1929/30, 1932/33, 1940/41, 1945/46, 1946/47, 1953/54, 1954/55, 1957/58, 1958/59, 1963/64, 1964/65, 1966/67, 1969/70, 1976/77, 1986/87, 1987/88, 1993/94, 1995/96, 2000/01, 2001/02, 2004/05, 2014/15
- Copa Toto (7): 1992/93, 1998/99, 2008/09, 2014/15, 2017/18, 2018/19, 2020/21
- Supercopa israeliana de futbol (7): 1965, 1968, 1977, 1979, 1988, 2019, 2020

## Jugadors destacats
| - Erez Mesika - Tal Banin - Menahem Bello - Tal Ben Haim - Eyal Berkovic - Gadi Brumer - Avi Cohen - Eli Driks - Eli Fuchs - Bonni Ginzburg - Yehoshua Glazer - Motti Ivanir | - Nir Klinger - Rafi Levi - Haim Levin - Uri Malmilian - Moshe Marcus - Avi Nimni - Vicki Peretz - Zvi Rosen - Uri Saliman - Tamir Cohen - Amir Shelah | - Giora Spiegel - Benni Tabak - Itzik Zohar - Bruno Lino Reis - Cyril Makanaky - Émile M'Bamba - Mauricio Aros - Rodrigo Goldberg - Giovanni Rosso - John Paintsil - Ferenc Horváth | - Andrejs Prohorenkovs - Michael Emenalo - Andrzej Kubica - Grzegorz Wędzyński - Andrey Tikhonov - Alexander Polokarov - Alexander 'Shura' Uvarov - Andrí Bal - Armando Dely Valdes - Dragoslav Jevrić - Joe Bizera |

### Números retirats
- 8:  Avi Nimni
- 12:  Meni Levi